# 갈산초등학교 가곡분교
갈산초등학교 가곡분교는 대한민국 충청남도 홍성군 갈산면 가곡리 375에 있었던 초등학교 분교이다.

## 연혁
- 1949. 11. 01 갈산국민학교 가곡분교장(설립인가)
- 1957. 04. 10 가곡국민학교(승격)
- 1995. 03. 01 갈산국민학교 가곡분교장으로 통합
- 1996. 03. 01 갈산초등학교 가곡분교장으로 개명
- 2007. 03. 01 갈산초등학교와 통폐합